# Distretto di Odessa
Il distretto di Odessa (in ucraino Одеський район?, Odes'kyj rajon) è uno dei distretti dell'oblast' di Odessa, nell'Ucraina meridionale, con capoluogo la città di Odessa. Comprende anche il villaggio di Udobne, che è separato rispetto al resto del distretto dalla Moldavia.Ha una popolazione di 1 378 490 abitanti.
Tra le principali città del distretto, oltre al capoluogo, vi sono Čornomors'k e Južne.

## Storia
Il distretto è stato istituito nell'ambito della riforma amministrativa del 2020 il 17 luglio 2020 accorpando gran parte dei territori dei distretti di Biljaivka, Lyman e Ovidiopol'.

## Suddivisioni amministrative
Il distretto è suddiviso in 22 hromada di cui: cinque di tipo urbano, sei di insediamento e 11 di tipo rurale.